# Donde la ciudad termina
Edge of the City (Donde la ciudad termina en España, El hombre que venció al miedo en Hispanoamérica) es una película dramática de cine negro estadounidense de 1957 dirigida por Martin Ritt en su debut como director, y protagonizada por John Cassavetes y Sidney Poitier. El guion de Robert Alan Aurthur se amplió de su guion original, presentado como el episodio final de Philco Television Playhouse, A Man Is Ten Feet Tall (1955), también con Poitier.
La película se consideró inusual para su época por su descripción de una amistad interracial, y fue elogiada por representantes de la NAACP, la Liga Urbana, el Comité Judío Estadounidense y el Consejo Interreligioso por su representación de la amistad racial.

## Trama
El joven vagabundo cobarde Axel Nordmann (John Cassavetes) llega a la costa en el lado oeste de Manhattan, buscando empleo como estibador y llamándose "Axel North". Va a trabajar en un grupo de estibadores encabezado por Charlie Malick (Jack Warden), un matón vicioso, y se hace amigo de Tommy Tyler (Sidney Poitier), quien también supervisa un grupo de estibadores y tiene un sentido del humor atractivo y encantador. A Malick le molestan los negros y se irrita cuando Axel se va a trabajar para Tommy.
Axel se muda al vecindario de Tommy y se hace amigo su esposa Lucy (Ruby Dee), y desarrolla una relación romántica con su amiga Ellen Wilson (Kathleen Maguire). Tommy sirve como mentor de Axel, instándolo a enfrentarse a Malick, y que si lo hace, medirá "diez pies de altura". Es evidente desde el principio que Axel está ocultando algo, y surge que es un desertor del ejército de los Estados Unidos. Malick es consciente de eso y lo está extorsionando.

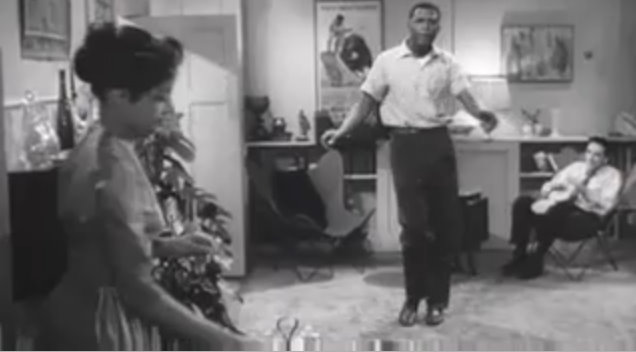
Ruby Dee, Sidney Poitier y John Cassavetes

Malick intenta con frecuencia provocar a Tommy y Axel a peleas, y Tommy acude en ayuda de Axel. Malick finalmente provoca a Tommy y luchan usando los ganchos que suelen emplear para coger los paquetes de mercadería. En un momento, Tommy desarma a Malick y le implora que se detenga, pero Malick agarra el gancho y lo mata. La investigación policial se ve obstaculizada por la falta de cooperación de los estibadores, incluido Axel. Pero después de reunirse con una Lucy angustiada, quien lo acusa de no haber sido nunca amigo de Tommy porque sabiendo quién mató no se lo ha dicho a la policía, Axel finalmente decide cooperar. Confronta a Malick, pelean y, al final, aunque lastimado, Axel estrangula a Malick hasta dejarlo inconsciente y lo arrastra para enfrentar a la justicia.

## Reparto
- John Cassavetes - Axel Nordmann
- Sidney Poitier - Tommy Tyler
- Jack Warden - Charlie Malick
- Kathleen Maguire - Ellen Wilson
- Ruby Dee - Lucy Tyler
- Val Avery - Brother
- Robert F. Simon - George Nordmann (- Robert Simon)
- Ruth White - Katherine Nordmann
- William A. Lee - Davis
- John Kellogg - Detective
- David Clarke - Wallace
- Estelle Hemsley - Mrs. Price
- Perry Greene - Son of Tommy and Lucy Tyler

## Producción

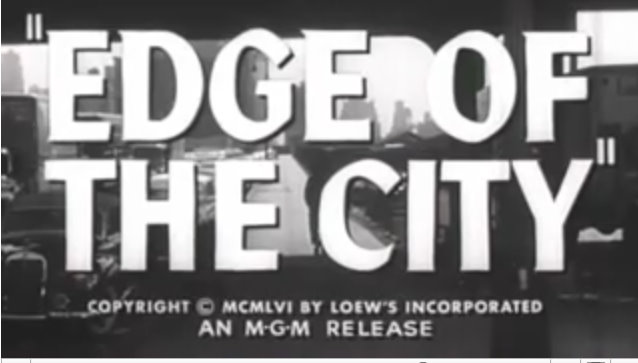
Tarjeta de título

Metro-Goldwyn-Mayer presupuestó solo $ 500.000 para la película, ya que se creía que su contenido racial limitaría su comercialización en el sur de los Estados Unidos. A Poitier se le pagaron $ 15.000 por el papel y recibió su primer crédito como coprotagonista. Aunque esta suma se consideró pequeña según los estándares de la industria cinematográfica, erea la tarifa más alta que había recibido Poitier hasta ese momento. Ritt, que había sido incluido en la lista negra, recibió solo $ 10.000. La película se rodó en locaciones de un patio de ferrocarril en Manhattan y en St. Nicholas Terrace en el Harlem de Nueva York. Poitier fue el único actor que quedó de la versión televisiva, en la que el personaje de Jack Warden fue interpretado por Martin Balsam y el de Cassavetes fue interpretado por Don Murray. La versión televisiva fue dirigida por Robert Mulligan. El guion fue completamente reescrito para la película.
La secuencia del título de apertura y el póster de estreno en cines fueron diseñados por Saul Bass. La partitura fue compuesta, dirigida y orquestada por Leonard Rosenman.

## Recepción

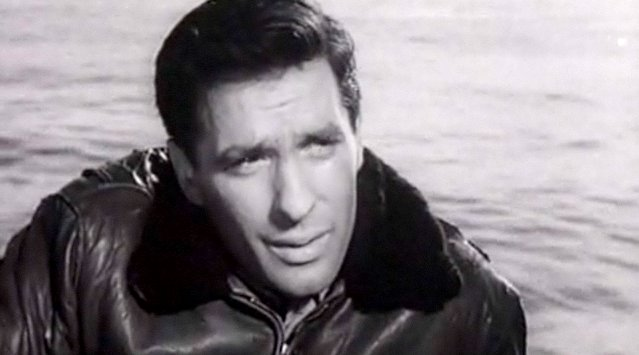
John Cassavetes en la película Donde la ciudad termina, de 1957.

La película obtuvo críticas positivas, y los críticos elogiaron la inusual relación multirracial entre los personajes de Poitier y Cassavetes. Hasta entonces, los blancos se mostraban ordinariamente en puestos de autoridad. La revista Time señaló que el personaje de Poitier "no es solo el jefe del hombre blanco, sino su mejor amigo, y es en todo momento su superior, poseyendo mayor inteligencia, coraje, comprensión, calidez y adaptabilidad general". Variety dijo que la película fue "un hito en la historia de la pantalla en su presentación de un negro estadounidense".
La actuación de Poitier recibió críticas entusiastas y la película, junto con Blackboard Jungle, ayudó a establecerlo como "uno de los pocos representantes establecidos de Hollywood de los estadounidenses negros".
Cassavetes también recibió elogios por su actuación, que semejaba a la de Marlon Brando en On the Waterfront (1954). El personaje de Cassavetes se destacó por su toque de homosexualidad, que era poco común para la época. La Administración del Código de Producción Cinematográfica permitió la insinuación, pero recomendó "un manejo extremadamente cuidadoso para evitar sembrar la sospecha de que puede ser homosexual".
El crítico de cine del New York Times Bosley Crowther calificó Edge of the City como una "pequeña película ambiciosa" y "a veces cercana a algún tipo de articulación justa de las complejidades de la hermandad racial". En una escena en la que almuerzan a la orilla de un río, "las actitudes de los jóvenes -el hombre blanco con terrores en su mente y el negro con disposición cordial para ser tan generoso con su amistad como con la comida- se establecen rápida y mordazmente en esta pequeña escena y se prepara el modelo de profunda devoción en su camaradería posterior". En esos momentos, dijo Crowther, Donde la ciudad termina era una "película aguda y escrutadora". Pero más a menudo, dijo, Aurthur y Ritt "han dejado que su drama caiga demasiado en el patrón y la jerga de un programa de televisión imitativo, un programa de televisión que imita la película On the Waterfront". 

### Taquilla
MGM retrasó el lanzamiento de la película porque no estaba cómoda con el tema racial. Sin embargo, la película se estrenó después de recibir críticas muy favorables de las audiencias preliminares.
La película no fue un éxito comercial. No se mostró en el sur de los Estados Unidos y muchos gerentes de cines la rechazaron debido a su descripción de una relación interracial. Según los registros de MGM, la película obtuvo alquileres de $ 360.000 en los EE. UU. y Canadá y $ 400.000 en otros lugares, lo que resultó en una pérdida de $ 125.000. 

### Legado
El crítico de Los Angeles Times Dennis Lim, escribiendo en 2009, describió Donde la ciudad termina y Sangre sobre la tierra (Something of Value 1957) como "variaciones de una de las primeras especialidades de Poitier, la película de amigos en blanco y negro, cuyo ejemplo más vívido es quizás  Fugitivos (1958) de Stanley Kramer, en la que Poitier y Tony Curtis interpretaron a convictos fugitivos encadenados entre sí.
Una historia de los afroamericanos en el cine, publicada originalmente por el autor Donald Bogle en 1973, criticó la interpretación de Poitier y se refirió a él como un "negro incoloro" con "poco jugo étnico en la sangre". Su escena de muerte se describe como parte de la tradición del "esclavo moribundo contento de haber servido a la masa". Bogle escribe que la "lealtad de Poitier a los Cassavetes blancos lo destruye tanto como la constancia del viejo esclavo lo mantuvo encadenado".